# 三宅村 (大阪府三島郡)
三宅村（みやけむら）は、かつて大阪府三島郡に属した村。現在はおおよそ北部が茨木市、南部が摂津市の各一部になっている。

## 村域
旧村域は、現在の茨木市と摂津市の町丁にあてはめると、おおよそ以下のようになる。
- 茨木市
宇野辺、東宇野辺町、丑寅、蔵垣内、大正町、横江
- 摂津市
千里丘（東端部）、千里丘東（東部）、昭和園、香露園、桜町、学園町、鶴野

## 沿革
- 1889年（明治22年）4月1日 - 町村制の施行により、島下郡小坪井村、太中村、東蔵垣内村、西蔵垣内村、丑寅村、宇野辺村、乙辻村、鶴野新田が合併し、島下郡三宅村が発足。大字太中に村役場を設置。
- 1896年（明治29年）4月1日 - 郡の統廃合により、三島郡に所属変更。
- 1957年（昭和32年）
  - 3月30日 - 茨木市に編入。同日三宅村廃止。
  - 7月1日 - 旧三宅村のうち鶴野および太中・蔵垣内・乙辻・小坪井の各一部が茨木市から三島郡三島町（現・摂津市）に編入。
地域の一体性確保のため三島町への編入を主張していた各大字の住民が、再検討要求の運動を展開した結果、大阪府の調停を経て変更された[1]。
- 1960年（昭和35年）4月1日 - 旧三宅村のうち太中・蔵垣内・乙辻・小坪井の各一部が茨木市から三島郡三島町（同上）に編入。
なお、これらの編入の結果、茨木市内に三島町の飛び地が27,149平方メートル、三島町内に茨木市の飛び地が95,584.5平方メートル発生し、摂津市市制施行後の1973年（昭和48年）4月1日、改めて境界変更が行われている[2]。

## 交通

### 鉄道
村域を南北に東海道本線が通り、南部の大字小坪井に千里丘駅が設置されている。
阪急京都本線が通過しているが、駅は設けられていない。

### 道路
村域の西端付近、東海道本線の西側に主要地方道大阪高槻京都線が通っている。
千里丘駅と、東の玉櫛村に南北に通っていた大阪府道茨木鳥飼線（現：主要地方道八尾茨木線）とを接続する大阪府道沢良宜千里丘停車場線（現：大阪府道143号沢良宜東千里丘停車場線）が認定されている。
茨木市および三島町への編入後の1966年3月、旧村域の鶴野や宇野辺の北端付近を通る主要地方道大阪中央環状線が開通した。その後並行して近畿自動車道（1970年開通）や大阪モノレール本線（1990年部分開業、1997年門真市延伸）が整備され、旧村域の鶴野付近に摂津北インターチェンジや摂津駅、宇野辺付近に宇野辺駅（開業時は茨木駅）が設けられている。

## 旧跡
- 三宅城